# Ахенвалль, Готфрид
Готфрид Ахенвалль (нем. Gottfried Achenwall; 1719—1772) — немецкий философ

, статистик, экономист, педагог, историк, юрист и один из основоположников статистики.

## Биография
Готфрид Ахенвалль родился 20 октября 1719 года в Эльблонге в семье бизнесмена.
В период с 1738 по 1743 годы учился в Йенском, Галльском и Лейпцигском университетах.
С 1746 года в качестве приват-доцента читал студентам лекции в Марбургском университете.
С 1748 года состоял в Гёттингенском университете, сначала профессором философии, потом права, а затем преподавал на организованной им кафедре истории и статистики. Среди его известных учеников Иоганн-Георг Мейзель.
На королевское пособие от Георга III, с целью обмена опытом, в 1751 и 1759 году совершал путешествия по Швейцарии, Франции, Нидерландам и Англии.
Был одним из основателей и членов масонской ложи «К трём львам» в Марбурге, основанной в 1743 году.
Стал последователем Германа Конринга (1606—1681), который первым начал читать лекции по государствоведению в Гельмштедтском университете (с 1660). Конринг стремился научить политических деятелей понимать причины государственно важных явлений, подразделяемых на четыре группы: материальные — описание территории и населения государства, формальные — политическое устройство, конечные (целевые) — благосостояние государства и его граждан, административные — управление государством, его аппарат (чиновники, армия и т. д.). Эти четыре части предопределили развитие демографии, политической географии, бюджетной статистики и административной статистики.
Ахенваль широко распространил идеи Конринга, создав школу описательной статистики, безраздельно господствовавшую в Европе до середины XIX в. Предложенный Конрингом термин «государствоведение» (нем. — Staatskunde, Staatswissenschaft) он заменил однокоренным, производя его от итальянского statista (государственный муж) и понимая под этим выражением «ту часть практической политики, которая заключается в знакомстве со всем современным государственным устройством наших государств».
В конце XIX — начале XX века на страницах Энциклопедического словаря Брокгауза и Ефрона так описывал научный вклад сделанный этим учёным: «А. первый дал статистике определённую форму в своём: „Abriss der neuesten Siaa t swissenschaft der vornehmsten europ. Reiche und Republicken“ (Гёттинг., 1749 г.; в 1752 г. под заглавием: „Staats Verfassungen der europ. Reiche“). А. считается основателем статистики как науки, так как он не только дал точное определение всех её составных частей и указал её истинные задачи и цели, но и первый ввёл в употребление слово „статистика“».
Его выдающимся учеником и вместе с тем преемником по кафедре был Август Людвиг Шлёцер.
Умер 1 мая 1772 года в Гёттингене, оставив пятерых детей от трёх браков.

## Переводы
- Ахенвалль Г. Начертание истории нынешних знатнейших европейских государств, сочиненное Готтфридом Ахенваллом / перевел с немецкаго языка Академии наук переводчик Василий Светов. — Собрание, старающееся о переводе иностранных книг. — СПб.: при Императорской Академии наук, 1779. — [6], 344, [2] с.; 4°. — 600 экз. Архивировано 16 декабря 2024 года.